# Vicente Luis Coca Álvarez
Vicente Luis Coca Álvarez (* 26. Juli 1938 in Morelia, Michoacan) ist ein ehemaliger mexikanischer Botschafter.
1988 kandidierte Vicente Luis Coca Álvarez mit der Partido Auténtico de la Revolución Mexicana für einen Sitz im Parlament und wurde mit 19.506 Stimmen für die Legislaturperiode gewählt. Später war er Mitglied der Frente Democrático Nacional aus welcher die Partido de la Revolución Democrática hervorging. Seit 2000 übt er den Beruf des Notar, mit der Zulassung notario público número 81 des Bundesstaates Michoacán aus.
| Vorgänger             | Amt                                                                    | Nachfolger                     |
| --------------------- | ---------------------------------------------------------------------- | ------------------------------ |
| Héctor Ibarra Morales | mexikanischer Botschafter in Manila 19. Februar 1993 bis 31. Juli 1995 | Enrique René Michel Santibáñez |